# Australia en los Juegos Olímpicos de Salt Lake City 2002
Australia estuvo representada en los Juegos Olímpicos de Salt Lake City 2002 por un total de 27 deportistas que compitieron en 5 deportes.  
El portador de la bandera en la ceremonia de apertura fue el esquiador acrobático Adrian Costa.

## Medallistas
El equipo olímpico australiano obtuvo las siguientes medallas:
| Nombre          | Deporte                              | Competición   |
| --------------- | ------------------------------------ | ------------- |
| Oro             |                                      |               |
| Alisa Camplin   | Esquí acrobático                     | Salto aéreo F |
| Steven Bradbury | Patinaje de velocidad en pista corta | 1000 m M      |
| Plata           |                                      |               |
| —               |                                      |               |
| Bronce          |                                      |               |
| —               |                                      |               |